# 肥前白石站
肥前白石站（日语：／ Hizen-Shiroishi eki */?）是位於佐賀縣杵島郡白石町大字福田1993番5號，九州旅客鐵道（JR九州）的長崎本線車站。
在1980年前，曾經部分急行「出島」停靠此站。

## 車站構造

### 站房
現時使用中的站房為第三代，是因應佐賀縣道36號武雄福富線進行擴展工程，而在原二代站房的南端重新設置了新站房，並且因應同年無人化而把站房簡化，但由於車站靠近高校，使用率仍算高，所以新站房內仍然設置了候車室和公廁。
在早上和黃昏繁忙時間，設有來自車站周邊2座高校的學生，以及來往町外的學校和通勤客使用此站，使此站變得的繁忙。本來在一人控制列車中，乘客需要在車內付費，現時列車到站時會開啟所有車門。

### 月台配置
設有2面2線的相對式月台。兩月台之間設有跨線橋連接。月台為了可讓817系電動列車使用，月台其中2卡車廂的高度提高了，使上落車廂時沒有梯級差。下行線為通過線，為一線通過構造。
| 月台 | 路線      | 上下行 | 方向                 | 備註                      |
| ---- | --------- | ------ | -------------------- | ------------------------- |
| 1、2 | ■長崎本線 | 上行   | 佐賀、鳥栖、博多方向 | 上下行線主要在1號月台出發 |
| 1、2 | ■長崎本線 | 下行   | 肥前鹿島、長崎方向   | 上下行線主要在1號月台出發 |

## 歷史
- 1930年3月9日 - 鐵道省有明線 肥前山口站至肥前龍王站之間開通，此站啟用，當時車站名為福治站（日语：／）。
- 1934年：

- 3月24日：有明線改名為有明東線。
- 12月1日：有明東線改編入長崎本線。

- 1940年4月1日：翻新站房，同時車站改名為肥前白石站（由於已經設有白石站，因此冠上肥前兩字）。
- 1987年4月1日：隨國鐵分割民營化，車站由九州旅客鐵道（JR九州）營運[1]。
- 2016年3月26日：改為無人車站[2][3]。
- 2016年10月15日：第3代站房開始使用。

## 使用狀況
以下是年每年均使用人數：
| 乘車人次變化 | 乘車人次變化 |
| 年度         | 1日平均人次  |
| ------------ | ------------ |
| 2000         | 587          |
| 2001         | 586          |
| 2002         | 557          |
| 2003         | 513          |
| 2004         | 531          |
| 2005         | 593          |
| 2006         | 598          |
| 2007         | 580          |
| 2008         | 563          |
| 2009         | 581          |
| 2010         | 604          |
| 2011         | 617          |
| 2012         | 641          |
| 2013         | 700          |
| 2014         | 722          |
| 2015         | 729          |
| 2016         | 721          |
| 2017         | 698          |
| 2018         | 718          |
| 2019         | 699          |
| 2020         | 649          |
| 2021         | 611          |
| 2022         | 603          |
| 2023         | 623          |

## 車站周邊
步行範圍內有佐賀縣立白石高等學校、 佐賀縣立佐賀農業高等學校及白石町立六角小學，通學學生較多，西九州新幹線開業後，對本站的使用人數暫時未見出現了太大的影響。

## 相鄰車站
九州旅客鐵道（JR九州）
■長崎本線
江北－肥前白石－肥前龍王

## 外部連結
- JR九州肥前白石站 （页面存档备份，存于）